# Plinius cel Tânăr
Plinius sau Pliniu cel Tânăr (în latină: Gaius Plinius Caecilius Secundus, născut Gaius Caecilius sau Gaius Caecilius Cilo; cunoscut drept Plinius Minor; (n. 61, Como, Italia - d. 113, Bitinia, Roma Antică), a fost un scriitor și administrator roman.
A fost nepotul matern al lui Plinius cel Bătrân. A fost consul în anul 100 și proconsul în Pont și Bitinia în anii 112 - 113; a fost de asemenea prieten cu Tacit și apropiat al împăratului Traian. Este cunoscut pentru cele nouă cărți de Epistole personale pe care le-a publicat în perioada 100-109.
1. ↑  Czech National Authority Database, accesat în 7 septembrie 2021
2. ↑  CONOR.SI[*] Verificați valoarea |titlelink= (ajutor)
3. ↑  Czech National Authority Database, accesat în 1 martie 2022
4. 1 2 3 4 5 6 7 8 9 10 11  31, Les carrières sénatoriales dans les provinces romaines d'Anatolie au Haut-Empire[*], p. 45-47